# Inline-Speedskating-Weltmeisterschaften 1990
Die Weltmeisterschaften wurden vom 14. bis 18. November 1990 im kolumbianischen Bello ausgetragen. Die Wettkämpfe fanden auf der Straße statt.

## Frauen
| Distanz              | Gold                                                | Silber                                                     | Bronze                                                 |
| Straße               | Straße                                              | Straße                                                     | Straße                                                 |
| -------------------- | --------------------------------------------------- | ---------------------------------------------------------- | ------------------------------------------------------ |
| 300 m Einzelsprint   | Claudia Maria Ruiz                                  | Giovanna Troldi                                            | Luana Pilia                                            |
| 500 m Sprint         | Luana Pilia                                         | Luz Mery Tristan                                           | Giovanna Troldi                                        |
| 1500 m Sprint        | Cheryl Ann Begg                                     | Claudia Maria Ruiz                                         | Ann Woods                                              |
| 3000 m Massenstart   | Antonella Mauri                                     | Luana Pilia                                                | Luz Mery Tristan                                       |
| 5000 m Punkte        | Luz Mery Tristan                                    | Rosana Sastre                                              | Deanna Parker                                          |
| 10000 m Ausscheidung | Rosana Sastre                                       | Cheryl Ann Begg                                            | Antonella Mauri                                        |
| 5000 m Staffel       | Italien Luana Pilia Antonella Mauri Giovanna Troldi | Argentinien Rosana Sastre Nora Meledy Eva Maria Richardson | Australien Cheryl Ann Begg Ann Woods Debby Ann Tilling |

## Männer
| Distanz              | Gold                                                  | Silber                                                              | Bronze                                             |
| Straße               | Straße                                                | Straße                                                              | Straße                                             |
| -------------------- | ----------------------------------------------------- | ------------------------------------------------------------------- | -------------------------------------------------- |
| 300 m Einzelsprint   | Luca Antoniel                                         | Tony Muse                                                           | Dante Muse                                         |
| 500 m Sprint         | Luca Antoniel                                         | Tony Muse                                                           | Sergio McCargo                                     |
| 1500 m Sprint        | Tony Muse                                             | Dante Muse                                                          | Sergio McCargo                                     |
| 5000 m Massenstart   | Marco Giannini                                        | Anthony Keefe                                                       | Guillermo Botero                                   |
| 10000 m Punkte       | Dante Muse                                            | Libardo Garcia                                                      | Guillermo Trinaroli                                |
| 20000 m Ausscheidung | Guillermo Botero                                      | Jonathan Darnell                                                    | Anthony Keefe                                      |
| 10000 m Staffel      | Vereinigte Staaten Dante Muse Tony Muse Douglas Glass | Argentinien Guillermo McCargo Guillermo Herrero Guillermo Trinaroli | Italien Albano Lenzi Mirko Giupponi Marco Giannini |